# Евсеев, Виктор Николаевич
Виктор Николаевич Евсеев (18 [31] января 1905, Благовещенск, Наместничество Дальнего Востока — 11 августа 1937, СССР) — советский лётчик-испытатель, старший лейтенант, мастер парашютного спорта СССР (1934).

## Биография
Родился 18 (31) января 1905 года в городе Благовещенске Амурской области. Его отец — Николай Петрович Евсеев за революционную деятельность был сослан в Приамурье на поселение, где умер в 1916 году, оставив на руках у жены — Александры Павловны, семерых детей.
Виктор работал батраком, затем — ломовым извозчиком в Хабаровске. В 1922 году работал на пароходе, ходившем по Амуру. В 1923—1925 годах Евсеев — слесарь Благовещенской электростанции. В 1927 году он окончил рабфак в Владивостоке.

### Лётчик
C 1927 года служил в Красной армии. В 1931 году окончил Борисоглебскую военную авиационную школу лётчиков и с июля этого же года находился на лётно-испытательной работе в НИИ ВВС СССР. Участвовал в государственных испытаниях различных самолётов-истребителей. В сентябре 1935 года на истребителе И-15 достиг высоты 12 020 метров. В октябре 1935 года в составе пятерки истребителей под командованием В. К. Коккинаки участвовал в групповом высотном перелете. В 1934—1936 годах принимал участие в воздушных парадах в составе пилотажной группы «Красная пятёрка».

### Парашютист
С 1930 года Виктор Николаевич занимался парашютным спортом, став летом 1932 года инструктором по парашютизму. Всего выполнил более 100 парашютных прыжков. 10 октября 1933 года установил мировой рекорд: выполнил затяжной прыжок с высоты 7 200 метров, пролетев в свободном падении 7 050 метров, затратив на прыжок 2 минуты и 12 секунд.
Был в числе первых 14 парашютистов, которым постановлением Центрального совета ОСОАВИАХИМа СССР было присвоено звание «Мастер парашютного спорта СССР» на торжественном заседании во время первого слёта парашютистов Москвы 10 августа 1934 года в Тушине. Формулировка при присвоении звания — «выполнившему 36 экспериментальных прыжков, имеющему один мировой рекорд по затяжным прыжкам».
Виктор Николаевич усовершенствовал кислородное оборудование для высотных полетов и первым предложил оригинальную кислородную маску. 
Погиб 11 августа 1937 года при выполнении полёта на самолёте И-16, когда в ходе тренировки «Красной пятёрки» произошло столкновение его самолета с соседним в строю лётчиком П. У. Фокиным, сумевшим приземлиться.
Жил в посёлке Чкаловский (ныне в черте города Щёлково) Московской области. Похоронен в Москве на Донском кладбище (могила у колумбария № 8).

## Награды
- Награждён орденами Ленина (1935) и Красной Звезды (1936).

## Память
- В 2006 году в Государственный архив Амурской области на хранение поступили документы от Перегудова Павла Сергеевича, свидетельствующие о жизни и деятельности Виктора Евсеева.[1]